# 河実里夏
河 実里夏（かわ みりか、1998年3月10日 - ）は、株式会社リマックス所属の日本の女性声優。東京都出身。

## 人物
- 学生時代、もともと演劇の勉強をしていたがアニメ『オオカミさんと七人の仲間たち』の影響で深夜アニメを見始めて、声優を目指すことを決意する。
- 座右の銘：「念には念を」
- 趣味：カラオケ、ダンス、食べること、映画鑑賞[1]、麻雀
- 特技：ゴルフの素振り、ダンス、歌[1]
- 資格：秘書検定3級、登録販売者[1]、スキー検定5級

## 略歴
- 2015年に『ゴシックは魔法乙女〜さっさと契約しなさい!〜』にて声優デビュー。
- 「言霊少女プロジェクト」バーチャルラップユニットオーディション2次審査に0157番として出場。予選・決勝共に審査員特別賞を受賞。[4][5]最終審査へと進出。
- ボーカルワークショップユニットWWCUUに参加。[6]

## 出演
太字はメインキャラクター。

### テレビアニメ
- あんさんぶるスターズ!（2019年、観客）
- アルゴナビス from BanG Dream!（2020年、ガヤ）
- アイドリッシュセブン Second BEAT!（2020年、陸ファンC）
- ひげを剃る。そして女子高生を拾う。（2021年、居酒屋客）
- スーパーミミズ（2023、クモ）
- BanG Dream! シリーズ（2023年 - 2025年、えり、客、ファンD、生徒F） - 2シリーズ[一覧 1]

### Webアニメ
- ビクマっ娘Theあにめーしょん（2018年、かわだ[7]、さの[8]、きりゅ[9]）
- 東京アンダーカバー（2022年、直江、よしな[10]）
- 魔法少女ホロウィッチ!（2024年、女子高生A/B[11]）
- お嬢様、アニメの時間です YouTubeショートアニメ（2024年、天尊寺奏[12]）
- モンスターストライク エル 堕天の覚醒（2024年、進路指導の先生）

### ゲーム
2015年
- ゴシックは魔法乙女〜さっさと契約しなさい!〜（2015年 - 2023年、カモミール・シルフィン・アジヴェルシ 他）

2018年
- 白猫プロジェクト（ルーンナイトP 他）
- 帝国戦記（マディア）
- 神装の戦乙女（スピカ）

2019年
- モンスターストライク（ペンネ・ファウンティ）
- 天空のクラフトフリート（2019年 - 2021年、トレパシー、アメリ）

2020年
- ファイトリーグ（砂漠に舞う夜の蝶 ベリーダ）
- マルコと銀河竜
- ロストストーンズ
- VARIABLE BARRICADE
- ステーションメモリーズ!（新居浜いずな〈2代目〉）
- 逆転オセロニア（ネーシュ）
- Zold:Out~鍛冶屋の物語（ジョセフィン）
- ぷよぷよテトリス2（マール）
- ぷよぷよ!!クエスト（2020年 - 2022年、マール、ラウン）

2021年
- ロードモバイル（雨の巫女、魔笛の奏者）
- ラストピリオド（ドロセア）
- 異世界に飛ばされたらパパになったんだが 〜精霊騎士団物語〜（コハク）

2022年
- アルケミストガーデン（ミリィ） 

2023年
- ヘブンバーンズレッド（習志野ドーム住人）
- けものフレンズ3（インパラ）
- プリンセスコネクト!Re:Dive（ファリーダ）

2024年
- 無期迷途（ギャラン）
- 恋は職場で（耀子・ベイリー）
- ハツリバーブ（シーシャ）

### 吹き替え
- 長身の怪人（2017年）
- ベビー・シッターズ・クラブ（2020年、マロリー）[32]
- 韓国ドラマ「王になった男」（2020年、エヨン）[33]
- ロックダウン非常事態宣言（2020年）[34]
- ウィズラブ（2023年、ダイアナ）

### ボイスドラマ
- いつも甘えてくれるのは気になるあの子（2023年、シャロン）[35]

### オーディオブック
- アレク氏2120(Audible版)（2020年）
- The Sandman(Japnese Edtion)（2022年、日本語吹き替え）[36]

### PV
- セーフセックス（2023、愛[37]）

### ラジオ
- 『絵物語WA-GEI』（2022年）[38]
- NHKラジオ第2放送『NHK高校講座　言語文化』進行役（2022年4月16日）[39]

### イベント
- 『学園乙女スペシャルトークイベント』(2017年10月29日)[40]
- 『バラエティイベント オトニワ！』（2019年9月8日）
- 「言霊少女プロジェクト」バーチャルラップユニットオーディション2次審査に0157番として出場。
- 『川口SHOCK-ON』WWCUUとして出演[41]

## ディスコグラフィ

### キャラクターソング
| 発売日         | 商品名                       | 歌                                                   | 楽曲                                          | 備考                                                        |
| -------------- | ---------------------------- | ---------------------------------------------------- | --------------------------------------------- | ----------------------------------------------------------- |
| 2018年8月10日  | でこピタ☆Fight!!             | LOVE☆MAXフレンズ                                     | 「でこピタ☆Fight!!」                          | ゲーム『ゴシックは魔法乙女〜さっさと契約しなさい!〜』関連曲 |
| 2020年5月27日  | 幸せの予感はオートクチュール | カモミール（河実里夏）                               | 「幸せの予感はオートクチュール」              | ゲーム『ゴシックは魔法乙女〜さっさと契約しなさい!〜』関連曲 |
| 2021年8月18日  | よりそう//メモリー           | 新居浜いずな（河実里夏）                             | 「ユア・ガール」                              | ゲーム『ステーションメモリーズ!』関連曲                     |
| 2021年8月18日  | よりそう//メモリー           | 新居浜いずな（河実里夏）、新居浜ありす（赤尾ひかる） | 「よりそう//メモリー」 「ミライメモリーズ！」 | ゲーム『ステーションメモリーズ!』関連曲                     |
| 2023年11月13日 | Secret Mission!              | 新居浜いずな（河実里夏）                             | 「ミライメモリーズ！」                        | ゲーム『ステーションメモリーズ!』関連曲                     |

### シリーズ一覧
1. ↑  『It's MyGO!!!!!』（2023年）、『Ave Mujica』（2025年）

### ユニットメンバー
1. ↑  エリオ（高木美佑）、カレン（田中音緒）、チコ（星守紗凪）、カモミール（河実里夏）、アンゼリカ（甲賀美月）、ルベリス（皆川あずさ）